# تاريخ مدريد

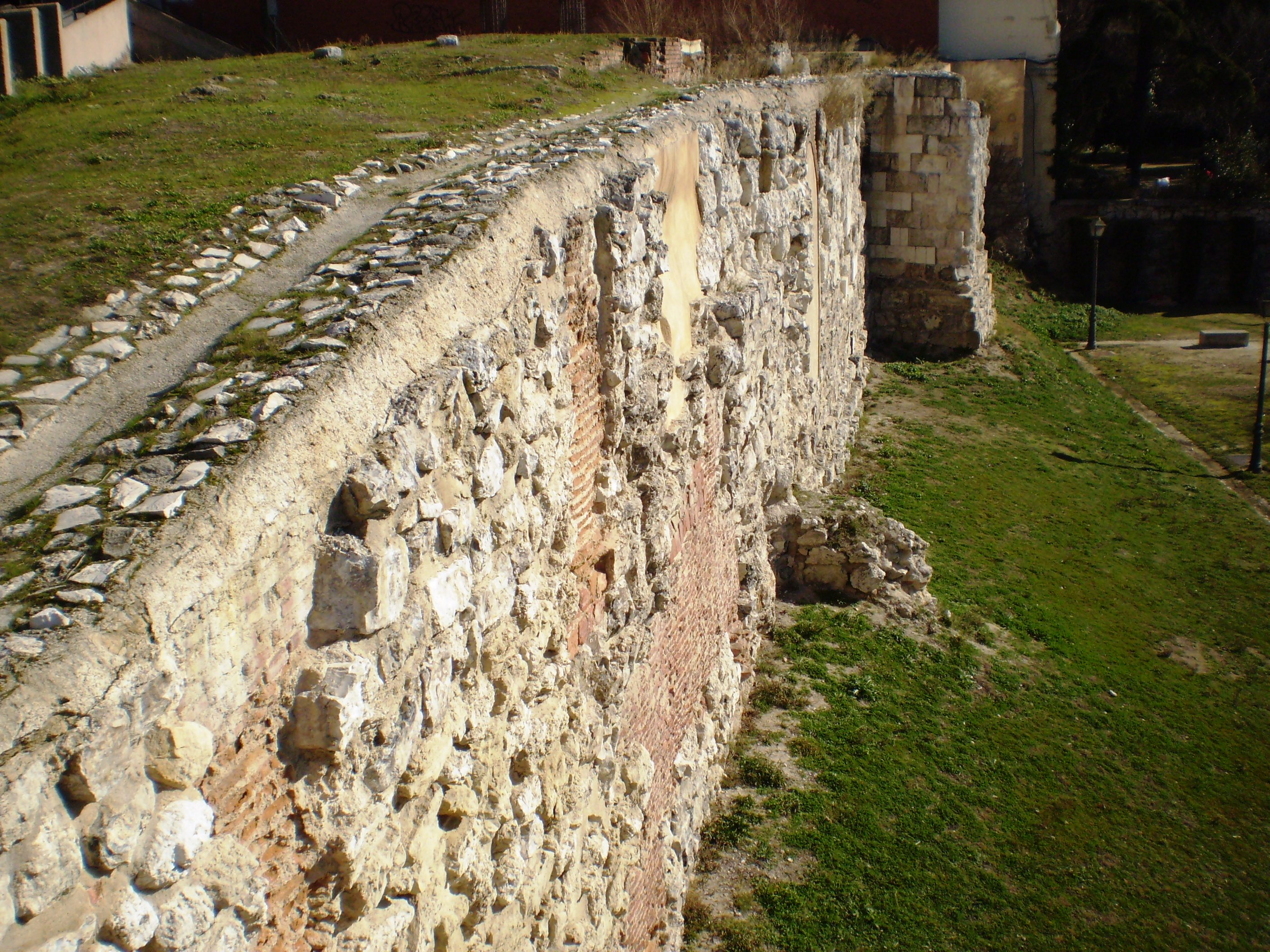
أطلال جدار المدينة التي بناه المسلمون في القرن التاسع

يعود تاريخ مدريد الموثق إلى القرن التاسع، مع أن المنطقة مأهولة بالسكان منذ العصر الحجري. كانت النواة الأولى لمدريد موقعًا عسكريًا مسورًا على الضفة اليسرى لنهر مانزاناريس يعود إلى النصف الثاني من القرن التاسع في أثناء حكم إمارة قرطبة. غزا المسيحيون مدريد في عام 1083 أو 1085، وتوطدت في أواخر العصور الوسطى كمدينة بين الطبقة الوسطى إلى الوسطى العليا في تاج قشتالة. بدأت مدريد بالتطور كمركز إداري عندما أُنشئ بلاط الملكية الإسبانية في المدينة عام 1561.

## القلعة والمدينة
كان موقع مدريد الحالية مأهولًا منذ عصور ما قبل التاريخ، وعثر البحث الأثري على قرية صغيرة قريبة للقوط الغربيين.
تأسست النواة الحضرية الأولى لمدريد (مايريت) في أواخر القرن التاسع (من 852 إلى 886) من قلعة أمر محمد الأول، أمير قرطبة، بتشييدها على الضفة اليسرى شديدة الانحدار لنهر مانزاناريس، وكانت في الأصل موقعًا عسكريًا لإيواء القوات. امتدت مدريد المسلمة على مساحة 8 هكتارات تقريبًا، إذ تألفت من القصر والقلعة المسورة الأوسع (المدينة) بالإضافة إلى بعض المساكن خارج الأسوار. بحلول أواخر القرن العاشر، كانت مايريت معقلًا عسكريًا مهمًا على الحدود وذا قيمة إستراتيجية كبيرة نظرًا لقربها من طليطلة. تتنبأ التقديرات مبدئيًا بأن عدد سكان المستوطنة التي تبلغ مساحتها 9 هكتارات وصل إلى 2,000 شخص على الأكثر في القرن العاشر. من المحتمل أن يكون نموذج إعادة التوطين هو نموذج ليمتنيي الخاص بالأراضي الحدودية.
ذُكر المكان في أعمال المؤرخ القرطبي في القرن العاشر أحمد بن محمد الرازي، وحُدِّد لاحقًا موقع قلعة مدريد في منطقة غوادالاخارا. بعد الغزو المسيحي في النصف الأول من القرن الثاني عشر، وصف الإدريسي مدريد بأنها «مدينة صغيرة وقلعة حصينة مكتظة بالسكان. وفي عصر الإسلام، ضمّت مسجدًا صغيرًا كانت تُلقى فيه الخطبة دائمًا» في ولاية سييرا «الصارات». وقد نسبها معظم المفسرين المسلمين بعد الغزو المسيحي، من ضمنهم ابن سعيد المغربي، إلى طليطلة. قد يشير هذا مبدئيًا إلى أن المستوطنة -التي كانت جزءًا من كورا غوادالاخارا وفقًا للرازي- ربما نُقلت إلى طليطلة بعد فتنة الأندلس.
سيطر الموريون على القلعة حتى غزاهم ألفونسو السادس ملك ليون وقشتالة عام 1085 في أثناء تقدمه نحو طليطلة. أعيد تكريس المسجد ككنيسة لعذراء المودينا (المودين، مخزن الحبوب في الحامية العسكرية). كان سكان المدينة السابقين من المسلمين والمستعربين (بقي عدد منهم في المدينة بعد الغزو بينما ظل المجتمع اللاحق كبيرًا جدًا طوال العصور الوسطى العليا قبل الاندماج مع المستوطنين الجدد). سكن المدينة مستوطنون جدد بأصل قشتالي وليوني مهيمن. شكّل المستوطنون الفرنجة أقلية لكنهم كانوا مجتمعًا مؤثرًا. ربما كان عدد الجالية اليهودية أقل من الطائفة المدجنة، وبرزوا كأطباء حتى طردهم.
منذ منتصف القرن الثالث عشر وحتى أواخر القرن الرابع عشر، تنافس كونسيجو مدريد مع كونسيجو شقوبية للسيطرة على إقليم ريال دي مانزاناريس. كانت شقوبية مدينة قوية شمال سلسلة جبال سييرا دي جواداراما، وتميزت بمهارة مستوطنيها واقتصادها القائم على تربية الحيوان مقارنة بمستوطني مدينة مدريد المزارعين والأقل كفاءة. بعد سقوط سيبولفيدا -وهي كونسيجو آخر شمال السلسلة الجبلية- أصبحت شقوبية طرفًا فاعلًا جنوب جبال جواداراما، وتوسعت عبر نهري لوزويا ومانزاناريس شمال مدريد وعلى طول مجرى نهر جواداراما إلى الغرب.
كان مجتمع مدريد قبل القرن الخامس عشر مجتمعًا قائمًا على الزراعة (أكثر من الماشية)، إذ أنتج عددًا ملحوظًا من المحاصيل المروية. واشتهر بصناعتين مهمتين هما صناعة مواد البناء والجلود.
منح خوان الأول ملك قشتالة ليو الخامس ملك أرمينيا سيادة مدريد إلى جانب سيادة فيلا ريال وأندوخار عام 1383. حرص الكونسيجو المدريدي على ألا يصبح امتياز السيادة وراثيًا، وعلى الأرجح أيضًا أنه حصل على امتياز غير قابل للبيع يضمن ألا يسلّمه التاج إلى اللورد مرة أخرى.
في وقت لاحق، أعاد هنري الثالث ملك قشتالة (1379-1406) بناء المدينة بعد أن التهمتها النيران، وأسس إل باردو خارج أسوارها.
خلال القرن الخامس عشر، أصبحت المدينة واحدة من المواقع المفضلة لملوك سلالة تراستامارا، لا سيما خوان الثاني ملك قشتالة وإنريكي الرابع ملك قشتالة (كانت مدريد المدينة التي قضى فيها إنريكي وقتًا أطول وتوفي فيها). من بين نقاط الجذب التي تمتعت بها المدينة، بصرف النظر عن الصيد الوفير في المناطق المحيطة والموقع الاستراتيجي والاتصال المغلق بين المواقع الدينية القائمة والملكية، كان القصر المهيب في كثير من الأحيان خزنة للكنز الملكي. استضافت المدينة دارًا لسك النقود يعود للعصور الوسطى لفترة وجيزة، إذ صُنِّعت العملات المعدنية من عام 1467 إلى عام 1471. أصبحت مدريد أيضًا المقر المعتاد للبلاط في عهد الملكين الكاثوليكيين، إذ يقال إنهما أمضيا أكثر من 1000 يوم في المدينة، من ضمنها فترة 8 أشهر دون انقطاع.
صُنِّفت مدريد بحلول نهاية العصور الوسطى كمدينة بين الطبقة المتوسطة إلى المتوسطة العليا في الشبكة الحضرية القشتالية من حيث عدد السكان. حظيت المدينة أيضًا بصوت في مجالس قشتالة (واحد من أصل 18) وضمّت العديد من المناسك والمستشفيات.
نجحت ثورة العوام 1520–21 في مدريد، بعد إجراء اتصالات مع مدينة طليطلة المجاورة، إذ خلع الثوار العوام الكوريخيذور، المسمى أنطونيو دي أستوديلو، بحلول 17 يونيو 1520. كان خوان زاباتا وبيدرو دي مونتمايور من بين أشد المؤيدين لقضية العوام في مدريد؛ أصبح الأول قائدًا للميليشيات المحلية بينما ألقى الملكيون القبض على الثاني وأعدموه في أواخر عام 1520. أُخمدت الثورة بالمفاوضات، وأفلت اثنان آخران من الشخصيات البارزة في الانتفاضة (العازب كاستيلو وخوان نيغريتي) من العقاب.

## عاصمة الإمبراطورية
نقل فيليب الثاني (1527-1598) البلاط إلى مدريد عام 1561. ومع أنه لم يصدر إعلانًا رسميًا، أصبح مقر البلاط العاصمة الفعلية. من غير المحتمل أن يكون عدد سكانها بحلول ذلك الوقت أكثر من 20,000 نسمة، ومع ذلك نمت المدينة مقتربة من عتبة 100,000 بحلول نهاية القرن السادس عشر. تقلّص عدد السكان (يقال إنه انخفض إلى النصف) خلال فترة الخمس سنوات التي انتقلت فيها العاصمة إلى بلد الوليد (1601-1606)، مع تقديرات بأن 50-60,000 شخص تقريبًا غادروا المدينة. شجّع دوق ليرما، الرفيق المقرّب من فيليب الثالث، على هذا الانتقال (الذي غالبًا ما يُعرّف في الاستخدام الحديث بأنه حالة من المضاربة العقارية) بعد أن استحوذ مسبقًا على العديد من العقارات في بلد الوليد. تعرضت مدريد لأزمة ثقافية واقتصادية هائلة وتلا ذلك انهيار في أسعار المساكن. استحوذ ليرما آنذاك على عقارات رخيصة في مدريد، واقترح على الملك إعادة العاصمة إلى مدريد. قبل الملك أخيرًا 250,000 دوقية إضافية قدمتها مدينة مدريد للمساعدة في تمويل عودة البلاط الملكي إلى مدريد.